# Catisma

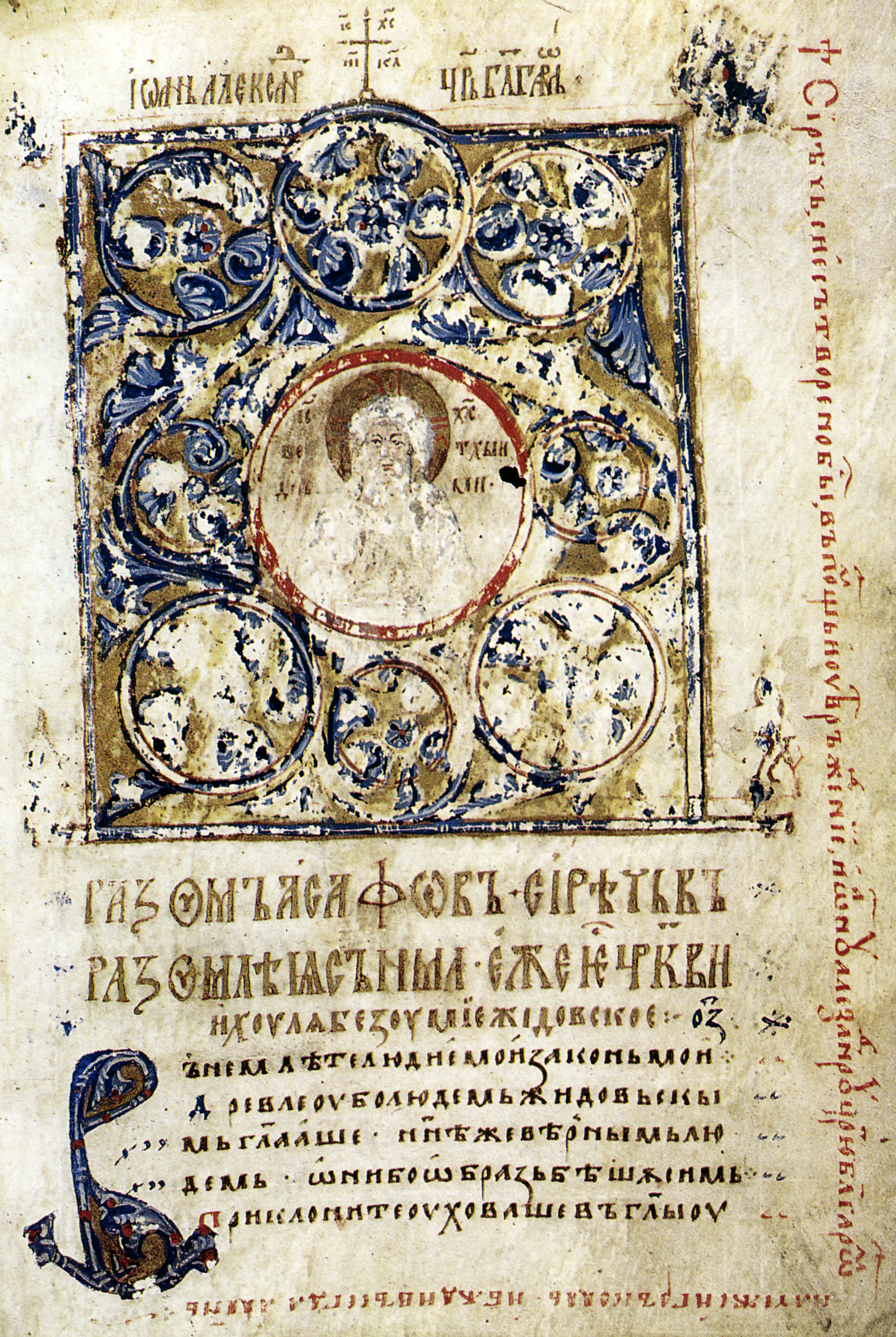
Saltério de Sófia, 1337.

Um catisma ou kathisma (em grego:  κάθισμα, em antigo eslavo eclesiástico:  каѳисма) é uma divisão do saltério, usada pela Igreja Ortodoxa e pelos católicos orientais do rito bizantino.

## História
De acordo com uma antiga prática, o Livro de Salmos é recitado por inteiro periodicamente pelos monges. Originalmente, os eremitas do deserto leriam todos os salmos diariamente, como primeiramente registrado por São João Cassiano no século V. Com a popularização do monasticismo cenobita, a prática de cantar as horas canônicas em comunidade emergiu, e eventualmente o saltério se tornou a base deste ofício, ao qual se adicionaram hinos, orações e leituras da Bíblia. Para facilitar isto, o saltério foi dividido em vinte partes, chamadas catismas ou kathismata, cada uma delas dividida em três estases ou staseis.

## Divisão
Cada catisma divide-se em três estases (em grego:  στάσις), isto é, literalmente, "de pé", enquanto kathisma significa "sentado". Isto se dá por o catisma ser escutado no ofício em que se desenvolveu em Constantinopla e em Jerusalém por todos os monges sentados enquanto um irmão, de pé, os lia. Ao fim de cada estase, no entanto, todos se levantavam e se cruzavam enquanto o leitor diria: "Glória ao Pai, ao Filho e ao Espírito Santo".
De acordo com a numeração da Septuaginta e da Vulgata, os catismas dividem-se da seguinte forma:
| Catisma | Estase I | Estase II  | Estase III  |
| ------- | -------- | ---------- | ----------- |
| I       | 1-3      | 4-6        | 7-8         |
| II      | 9-10     | 11-13      | 14-16       |
| III     | 17       | 18-20      | 21-23       |
| IV      | 24-26    | 27-29      | 30-31       |
| V       | 32-33    | 34-35      | 36          |
| VI      | 37-39    | 40-42      | 43-45       |
| VII     | 46-48    | 49-50      | 51-54       |
| VIII    | 55-57    | 58-60      | 61-63       |
| IX      | 64-66    | 67         | 68-69       |
| X       | 70-71    | 72-73      | 74-76       |
| XI      | 77       | 78-80      | 81-84       |
| XII     | 85-87    | 88         | 89-90       |
| XIII    | 91-93    | 94-96      | 97-100      |
| XIV     | 101-102  | 103        | 104         |
| XV      | 105      | 106        | 107-108     |
| XVI     | 109-111  | 112-114    | 115-117     |
| XVII    | 118:1-72 | 118:73-131 | 118:132-176 |
| XVIII   | 119-123  | 124-128    | 129-133     |
| XIX     | 134-136  | 137-139    | 140-142     |
| XX      | 143-144  | 145-147    | 148-150     |